# 南开中学京津中关村科技城学校
南开中学京津中关村科技城学校，公立中学，位于天津市宝坻区中关村大道和西环北路交口，隶属于天津南开学校教育集团，计划初中24个班，1080个学位，高中60个教学班，3000个学位。总投资8.96亿元，占地142亩，总建筑面积约10万平米。

## 历史
2023年3月30日，开工建设，计划于2025年9月竣工并投入使用。2024年10月17日，南开中学中关村科技城学校主体完工。